# Carnaíba
Carnaíba is een gemeente in de Braziliaanse deelstaat Pernambuco. De gemeente telt 19.155 inwoners (schatting 2009).
De gemeente grenst aan Solidão, Custódia, Afogados da Ingazeira, Flores, Quixaba en aan de deelstaat Paraíba.